# فهرست مربیان باشگاه فوتبال چلسی
فهرست تمام مربیان باشگاه فوتبال چلسی و سوابق، عملکرد و افتخارات آنها.

## فهرست مربیان
| تصویر | نام               | کشور         | از             | تا             | بازی  | برد   | تساوی | باخت  | گل‌زده | گل‌خورده | برد٪   | افتخارات       | توضیحات       |
| ----- | ----------------- | ------------ | -------------- | -------------- | ----- | ----- | ----- | ----- | ----- | ------- | ------ | -------------- | ------------- |
|       | جان روبرتسون*     | اسکاتلند     | مه ۱۹۰۵        | اکتبر ۱۹۰۶     | ۵۰    | ۳۰    | ۱۰    | ۱۰    | ۱۲۱   | ۵۴      | ۶۰٪    | -              | [ ۲ ]         |
|       | ویلیام لوییس+     | انگلستان     | اکتبر ۱۹۰۶     | آوریل ۱۹۰۷     | ۳۱    | ۲۰    | ۵     | ۶     | ۵۹    | ۲۸      | ۶۵٪    | در زیر ذکر شده | -             |
|       | دیوید کالدرهید    | اسکاتلند     | ژوئیه ۱۹۰۷     | ژوئن ۱۹۳۳      | ۹۶۶   | ۳۸۴   | ۲۳۹   | ۳۴۳   | ۱۳۷۶  | ۱۳۰۵    | ۴۰٪    | در زیر ذکر شده | [ ۳ ]         |
|       | لسلی کنیگتون      | انگلستان     | ژوئیه ۱۹۳۳     | ژوئن ۱۹۳۹      | ۲۷۴   | ۹۳    | ۷۲    | ۱۰۹   | ۴۱۹   | ۴۴۶     | ۳۴٪    | -              | [ ۴ ]         |
|       | بیلی بیرل         | اسکاتلند     | ژوئیه ۱۹۳۹     | ژوئن ۱۹۵۲      | ۲۸۹   | ۹۵    | ۷۴    | ۱۲۰   | ۴۱۰   | ۴۶۲     | ۳۳٪    | -              | [ ۵ ]         |
|       | تد دریک           | انگلستان     | ژوئیه ۱۹۵۲     | سپتامبر ۱۹۶۱   | ۴۲۴   | ۱۵۶   | ۱۰۳   | ۱۶۵   | ۷۷۱   | ۷۷۲     | ۳۷٪    | در زیر ذکر شده | [ ۶ ]         |
|       | تامی دوچرتی       | اسکاتلند     | اکتبر ۱۹۶۱     | سپتامبر ۱۹۶۷   | ۳۰۲   | ۱۴۳   | ۶۴    | ۹۵    | ۵۲۶   | ۴۲۲     | ۴۷٪    | در زیر ذکر شده | [ ۷ ]         |
|       | دیو سکستون        | انگلستان     | اکتبر ۱۹۶۷     | سپتامبر ۱۹۷۴   | ۳۷۳   | ۱۶۵   | ۱۰۸   | ۱۰۰   | ۵۷۰   | ۴۳۸     | ۴۴٪    | در زیر ذکر شده | [ ۸ ]         |
|       | رون سوآرت+        | انگلستان     | اکتبر ۱۹۷۴     | مارس ۱۹۷۵      | ۳۱    | ۸     | ۱۱    | ۱۲    | ۳۸    | ۵۸      | ۲۶٪    | -              | [ ۹ ]         |
|       | ادی مک‌کریدی       | اسکاتلند     | آوریل ۱۹۷۵     | ژوئن ۱۹۷۷      | ۹۹    | ۳۷    | ۳۲    | ۳۰    | ۱۴۱   | ۱۲۸     | ۳۷٪    | در زیر ذکر شده | [ ۱۰ ]        |
|       | کن شلیتو          | انگلستان     | ژوئیه ۱۹۷۷     | دسامبر ۱۹۷۸    | ۶۶    | ۱۶    | ۱۸    | ۳۲    | ۷۷    | ۱۱۴     | ۲۴٪    | -              | [ ۱۱ ]        |
|       | دنی بلنچ‌فلوور     | ایرلند شمالی | دسامبر ۱۹۷۸    | سپتامبر ۱۹۷۹   | ۳۲    | ۵     | ۸     | ۱۹    | ۳۴    | ۶۸      | ۱۶٪    | -              | [ ۱۲ ]        |
|       | جف هرست           | انگلستان     | سپتامبر ۱۹۷۹   | آوریل ۱۹۸۱     | ۸۳    | ۳۵    | ۱۹    | ۲۹    | ۱۰۸   | ۹۴      | ۴۲٪    | -              | [ ۱۳ ]        |
|       | بابی گولد+        | انگلستان     | آوریل ۱۹۸۱     | مه ۱۹۸۱        | ۲     | ۰     | ۰     | ۲     | ۰     | ۵       | ۰٪     | -              | [ ۱۴ ]        |
|       | جان نیل           | انگلستان     | ژوئیه ۱۹۸۱     | ژوئن ۱۹۸۵      | ۲۰۴   | ۸۴    | ۶۲    | ۵۸    | ۳۲۶   | ۲۵۳     | ۴۱٪    | در زیر ذکر شده | [ ۱۵ ]        |
|       | جان هولینس        | انگلستان     | ژوئیه ۱۹۸۵     | مارس ۱۹۸۸      | ۱۴۴   | ۵۶    | ۳۷۱   | ۵۱    | ۱۹۶   | ۲۱۴     | ۳۹٪    | در زیر ذکر شده | [ ۱۶ ]        |
|       | بابی کمپل         | انگلستان     | مارس ۱۹۸۸      | ژوئن ۱۹۹۱      | ۱۶۱   | ۷۴    | ۴۷    | ۴۰    | ۲۸۰   | ۲۳۰     | ۴۶٪    | در زیر ذکر شده | [ ۱۷ ]        |
|       | یان پورترفیلد     | اسکاتلند     | ژوئیه ۱۹۹۱     | فوریه ۱۹۹۳     | ۸۹    | ۳۲    | ۲۸۲   | ۲۹    | ۱۰۶   | ۱۱۵     | ۳۶٪    | -              | [ ۱۸ ]        |
|       | دیوید وب+         | انگلستان     | فوریه ۱۹۹۳     | ژوئن ۱۹۹۳      | ۱۳    | ۵     | ۴     | ۴     | ۱۹    | ۱۸      | ۳۸٪    | -              | [ ۱۹ ]        |
|       | گلن هودل*         | انگلستان     | ژوئن ۱۹۹۳      | مه ۱۹۹۶        | ۱۵۷   | ۵۳    | ۵۴۳   | ۵۰    | ۱۹۲   | ۱۸۲     | ۳۴٪    | در زیر ذکر شده | [ ۲۰ ]        |
|       | رود گولیت*        | هلند         | مه ۱۹۹۶        | فوریه ۱۹۹۸     | ۸۲    | ۴۱    | ۱۷۴   | ۲۴    | ۱۵۷   | ۱۰۹     | ۵۰٪    | در زیر ذکر شده | [ ۲۱ ]        |
|       | جان لوکا ویالی*   | ایتالیا      | فوریه ۱۹۹۸     | سپتامبر ۲۰۰۰   | ۱۴۲   | ۷۵    | ۳۸    | ۲۹    | ۲۲۲   | ۱۲۳     | ۵۳٪    | در زیر ذکر شده | [ ۲۲ ]        |
|       | گراهام ریکس+      | انگلستان     | سپتامبر ۲۰۰۰   | سپتامبر ۲۰۰۰   | ۲     | ۱     | ۰     | ۱     | ۱     | ۲       | ۵۰٪    | -              | [ ۲۳ ]        |
|       | کلودیو رانیری     | ایتالیا      | سپتامبر ۲۰۰۰   | مه ۲۰۰۴        | ۲۰۰   | ۱۰۷   | ۴۶    | ۴۷    | ۳۵۸   | ۱۹۹     | ۵۴٪    | در زیر ذکر شده | [ ۲۴ ]        |
|       | ژوزه مورینیو      | پرتغال       | ژوئن ۲۰۰۴      | سپتامبر ۲۰۰۷   | ۱۸۵   | ۱۲۴   | ۴۰۵   | ۲۱    | ۳۳۰   | ۱۱۹     | ۶۷٪    | در زیر ذکر شده | [ ۲۵ ]        |
|       | آورام گرانت       | اسرائیل      | سپتامبر ۲۰۰۷   | مه ۲۰۰۸        | ۵۴    | ۳۶    | ۱۳۶   | ۵     | ۹۷    | ۳۶      | ۶۷٪    | در زیر ذکر شده | [ ۲۶ ]        |
|       | فیلیپه اسکولاری   | برزیل        | ژوئیه ۲۰۰۸     | فوریه ۲۰۰۹     | ۳۶    | ۲۰    | ۱۱۷   | ۵     | ۶۶    | ۲۴      | ۵۶٪    | -              | [ ۲۷ ]        |
|       | رای ویلکینز+      | انگلستان     | فوریه ۲۰۰۹     | فوریه ۲۰۰۹     | ۱     | ۱     | ۰     | ۰     | ۳     | ۱       | ۱۰۰٪   | -              | [ ۲۸ ]        |
|       | گاس هیدینک+       | هلند         | فوریه ۲۰۰۹     | مه ۲۰۰۹        | ۲۲    | ۱۶    | ۵     | ۱     | ۴۱    | ۱۹      | ۷۳٪    | در زیر ذکر شده | [ ۲۹ ]        |
|       | کارلو آنچلوتی     | ایتالیا      | ژوئن ۲۰۰۹      | مه ۲۰۱۱        | ۸۶    | ۵۵    | ۱۴۸   | ۱۷    | ۲۰۳   | ۷۵      | ۶۴٪    | در زیر ذکر شده | [ ۳۰ ]        |
|       | آندره ویلاس-بوآس  | پرتغال       | ژوئن ۲۰۱۱      | مارس ۲۰۱۲      | ۳۸    | ۱۹    | ۱۱    | ۱۰    | ۶۹    | ۴۳      | ۴۸٪    | -              | [ ۳۱ ] [ ۳۲ ] |
|       | روبرتو دی ماتئو   | ایتالیا      | مارس ۲۰۱۲      | نوامبر ۲۰۱۲    | ۸     | ۶     | ۱     | ۱     | ۱۸    | ۷       | ۷۵٪    |                |               |
|       | رافائل بنیتز      | اسپانیا      | ۲۱ نوامبر ۲۰۱۲ | ۲۷ مه ۲۰۱۳     | ۴۸    | ۲۸    | ۱۰    | ۱۰    | ۹۹    | ۴۸      | ۵۸٪    | see below      | [ ۳۳ ]        |
|       | ژوزه مورینیو      | پرتغال       | ۳ ژوئن ۲۰۱۳    | ۱۷ دسامبر ۲۰۱۵ | ۱۱۳   | ۷۱    | ۲۵    | ۱۷    | ۲۱۱   | ۸۷      | ۶۲٫۸٪  | TBD            | [ ۳۳ ]        |
|       | گاس هیدینک        | هلند         | ۱۹ دسامبر ۲۰۱۵ | ۱۶ مه ۲۰۱۶     | 27    | 10    | 11    | 6     | 52    | 34      | 37%    | –              |               |
|       | آنتونیو کونته     | ایتالیا      | ۳ جولای ۲۰۱۶   | ۱۳ جولای ۲۰۱۸  | 100   | 65    | 16    | 19    | 203   | 96      | 65%    | see below      | [ ۳۳ ]        |
|       | مائوریتسیو ساری   | ایتالیا      | ۱۴ ژوئیه ۲۰۱۸  | ۱۶ ژوئن ۲۰۱۹   | ۶۳    | ۳۹    | ۱۳    | ۱۱    | ۱۱۲   | ۵۸      | 62%    | see below      | [ ۳۳ ]        |
|       | فرانک لمپارد      | انگلستان     | ۴ ژوئیه ۲۰۱۹   | ۲۵ ژانویه ۲۰۲۱ | ۸۴    | ۴۴    | ۱۷    | ۲۳    | ۱۶۳   | ۱۰۶     | ۵۲٪    |                | [ ۳۳ ]        |
|       | توماس توخل        | آلمان        | ۲۶ ژانویه ۲۰۲۱ | ۷ سپتامبر ۲۰۲۲ | ۱۰۰   | ۶۰    | ۲۴    | ۱۶    | ۱۶۸   | ۷۴      | 60.00٪ | see below      | [ nb ۳ ]      |
|       | گراهام پاتر       | انگلستان     | ۸ سپتامبر ۲۰۲۲ | ۲ آوریل ۲۰۲۳   | ۳۱    | ۱۲    | ۸     | ۱۱    | ۳۳    | ۳۱      | 38.71٪ |                |               |
|       | برونو             | اسپانیا      | ۲ آوریل ۲۰۲۳   | ۶ آوریل ۲۰۲۳   | ۱     | ۰     | ۱     | ۰     | ۰     | ۰       | 0.00٪  |                |               |
|       | فرانک لمپارد (2)  | انگلستان     | ۶ آوریل ۲۰۲۳   | ۳۰ ژوئن ۲۰۲۳   | ۱۱    | ۱     | ۲     | ۸     | ۹     | ۲۱      | 9.09٪  |                |               |
|       | مائوریسیو پوچتینو | آرژانتین     | ۱ ژوئیه ۲۰۲۳   | ۲۱ مه ۲۰۲۴     | ۵۱    | ۲۶    | ۱۱    | ۱۴    | ۱۰۳   | ۷۴      | 50.98٪ |                |               |
|       | انزو مارسکا       | ایتالیا      | ۱ ژوئیه ۲۰۲۴   |                | ۵۷    | ۳۵    | ۹     | ۱۳    | ۱۲۰   | ۵۹      | 61.4٪  |                |               |
| مجموع | مجموع             | مجموع        | ۱ اوت ۱۹۰۵     | ۴۳٬۵۲۳         | ۵٬۴۲۸ | ۲٬۴۲۹ | ۱٬۳۶۲ | ۱٬۶۳۷ | ۸٬۷۸۲ | ۶٬۹۷۷   | —      | ۰۴۵            | see below     |

- بازیکن-مربی

+ مربی موقت

## افتخارات مربیان
| نام             | کشور     | دوره مربی‌گری | افتخارات |
| --------------- | -------- | ------------ | --- |
| ویلیام لوییس    | انگلستان | ۱۹۰۶–۱۹۰۷    | نائب قهرمان لیگ دسته دوم - ۱۹۰۷ |
| دیوید کالدرهید  | اسکاتلند | ۱۹۰۷–۱۹۳۳    | نائب قهرمان لیگ دسته دوم - ۱۹۱۲ نائب قهرمان جام اتحادیه فوتبال انگلیس - ۱۹۱۵ نائب قهرمان لیگ دسته دوم - ۱۹۳۰ |
| تد دریک         | انگلستان | ۱۹۵۲–۱۹۶۱    | قهرمان لیگ دسته اول - ۱۹۵۵ قهرمان جام خیریه انگلیس - ۱۹۵۵ |
| تامی دوچرتی     | اسکاتلند | ۱۹۶۱–۱۹۶۷    | نائب قهرمان لیگ دسته دوم - ۱۹۶۲ قهرمان جام حذفی فوتبال انگلیس - ۱۹۶۵ نائب قهرمان جام اتحادیه فوتبال انگلیس - ۱۹۶۷ |
| دیو سکستون      | انگلستان | ۱۹۶۷–۱۹۷۴    | قهرمان جام اتحادیه فوتبال انگلیس - ۱۹۷۰ نائب قهرمان جام خیریه انگلیس - ۱۹۷۰ قهرمان جام در جام اروپا - ۱۹۷۱ نائب قهرمان جام حذفی فوتبال انگلیس - ۱۹۷۲ |
| ادی مک‌کریدی     | اسکاتلند | ۱۹۷۵–۱۹۷۷    | نائب قهرمان لیگ دسته دوم - ۱۹۷۷ |
| جان نیل         | انگلستان | ۱۹۸۱–۱۹۸۵    | قهرمان لیگ دسته اول - ۱۹۸۴ |
| جان هولینس      | انگلستان | ۱۹۸۵–۱۹۸۸    | قهرمان فول ممبرز کاپ - ۱۹۸۶ |
| بابی کمپل       | انگلستان | ۱۹۸۸–۱۹۹۱    | قهرمان لیگ دسته اول - ۱۹۸۹ قهرمان فول ممبرز کاپ - ۱۹۹۰ |
| گلن هودل        | انگلستان | ۱۹۹۳–۱۹۹۶    | نائب قهرمان جام اتحادیه فوتبال انگلیس - ۱۹۹۴ |
| رود گولیت       | هلند     | ۱۹۹۶–۱۹۹۸    | نائب قهرمان جام اتحادیه فوتبال انگلیس - ۱۹۹۷ |
| جان لوکا ویالی  | ایتالیا  | ۱۹۹۸–۲۰۰۰    | قهرمان جام حذفی فوتبال انگلیس - ۱۹۹۸ قهرمان جام در جام اروپا - ۱۹۹۸ قهرمان سوپر جام اروپا - ۱۹۹۸ قهرمان جام اتحادیه فوتبال انگلیس - ۲۰۰۰ قهرمان جام خیریه انگلیس - ۲۰۰۰ |
| کلودیو رانیری   | ایتالیا  | ۲۰۰۰–۲۰۰۴    | نائب قهرمان جام اتحادیه فوتبال انگلیس - ۲۰۰۲ نائب قهرمان لیگ برتر انگلیس - ۲۰۰۴ |
| ژوزه مورینیو    | پرتغال   | ۲۰۰۴–۲۰۰۷    | قهرمان جام حذفی فوتبال انگلیس - ۲۰۰۵ قهرمان لیگ برتر انگلیس - ۲۰۰۵ قهرمان جام خیریه انگلیس - ۲۰۰۵ قهرمان لیگ برتر انگلیس - ۲۰۰۶ نائب قهرمان جام خیریه انگلیس - ۲۰۰۶ قهرمان جام حذفی فوتبال انگلیس - ۲۰۰۷ نائب قهرمان لیگ برتر انگلیس - ۲۰۰۷ قهرمان جام اتحادیه فوتبال انگلیس - ۲۰۰۷ نائب قهرمان جام خیریه انگلیس - ۲۰۰۷ قهرمان جام اتحادیه فوتبال انگلستان - ۲۰۱۵ قهرمان لیگ برتر فوتبال انگلستان - ۲۰۱۵ |
| آورام گرانت     | اسرائیل  | ۲۰۰۷–۲۰۰۸    | نائب قهرمان جام حذفی فوتبال انگلیس - ۲۰۰۸ نائب قهرمان لیگ برتر انگلیس - ۲۰۰۸ نائب قهرمان لیگ قهرمانان اروپا - ۲۰۰۸ |
| گاس هیدینک      | هلند     | ۲۰۰۹         | قهرمان جام اتحادیه فوتبال انگلیس - ۲۰۰۹ |
| کارلو آنجلوتی   | ایتالیا  | ۲۰۰۹–        | قهرمان جام خیریه انگلیس - ۲۰۰۹ قهرمان لیگ برتر انگلیس - ۲۰۱۰ قهرمان جام حذفی فوتبال انگلیس - ۲۰۱۰ نائب قهرمان جام اتحادیه انگلیس - ۲۰۱۰ |
| روبرتو دی‌ماتئو  | ایتالیا  | ۲۰۱۲         | جام حذفی فوتبال انگلستان ۲۰۱۲ لیگ قهرمانان اروپا ۲۰۱۲ |
| رافائل بنیتز    | اسپانیا  | ۲۰۱۳         | لیگ اروپا ۲۰۱۳ |
| آنتونیو کونته   | ایتالیا  | ۲۰۱۶–۲۰۱۸    | لیگ برتر فوتبال انگلستان ۱۷–۲۰۱۶ جام حذفی فوتبال انگلستان ۲۰۱۸ |
| مائوریتسیو ساری | ایتالیا  | ۲۰۱۸–۲۰۱۹    | لیگ اروپا ۲۰۱۹ |
| توماس توخل      | آلمان    | ۲۰۲۱–۲۰۲۲    | لیگ قهرمانان اروپا ۲۰۲۱ سوپر جام اروپا ۲۰۲۱ جام باشگاه‌های جهان ۲۰۲۱ |
| انزو مارسکا     | ایتالیا  | ۲۰۲۴–        | لیگ کنفرانس اروپا ۲۰۲۵ |

## توضیحات
1. ↑  One drawn جام خیریه انگلستان ۲۰۱۷ lost on penalties
2. ↑  One drawn League Cup game won on penalties; One drawn فینال جام اتحادیه فوتبال انگلستان ۲۰۱۹ lost on penalties; One drawn لیگ اروپا ۱۹–۲۰۱۸ won on penalties
3. ↑  One drawn سوپر جام اروپا ۲۰۲۱ won on penalties; two drawn جام اتحادیه فوتبال انگلستان ۲۲–۲۰۲۱ won on penalties; one drawn فینال جام اتحادیه فوتبال انگلستان ۲۰۲۲ lost on penalties; one drawn فینال جام حذفی فوتبال انگلستان ۲۰۲۲ lost on penalties.